# NGC 3989
NGC 3989 (другие обозначения — MCG 4-28-100, ZWG 127.111, PGC 37599, KUG 1154+255, GASS 111027, LEDA 37599) — спиральная галактика (Sb) в созвездии Льва. Открыта Р. Дж. Митчеллом в 1854 году.
Этот объект входит в число перечисленных в оригинальной редакции «Нового общего каталога».

## Описание
Астрономический объект NGC 3989 представляет собой спиральную галактику типа Sb в созвездии Льва.
Описание Дрейера: «чрезвычайно тусклая, очень маленькая, круглая». Вольфганг Стейнике[d], Рихард Джакил[d] в своей книге «Галактики и как их наблюдать. Руководства астрономов по наблюдению» уточнили, описывая объект NGC 3993 как «тусклый, довольно маленький, очень вытянут СЗ-ЮВ, широко сконцентрирован», что он образует пару с NGC 3989.

## Наблюдение

### Данные наблюдений
Видимая звёздная величина в диапазоне чувствительности глаза mV = 14,9m, в синем фильтре mB = 15,7m. В полосе К (ближний инфракрасный свет) mK = (12,910 ± 0,118)m. Поверхностная яркость — 12,9; угловое положение — 135°.
Астрономический объект NGC 3989 имеет скорость относительно космического микроволнового фона — 4777 ± 22 км/с, что соответствует хаббловскому расстоянию 70,5 ± 4,9 Мпк (∼230 млн св. лет). NGC 3989 имеет широкую линию HI. Красное смещение z = +0,015521 ± 0,000173.

### Астрономические данные
По состоянию на стандартную эпоху J2000.0 прямое восхождение объекта составляет 11ч 57м 26,6с, склонение +25° 13′ 58″.
Видимые размеры — 0,6 × 0,3 угловой минуты.

## Обнаружение и исследования
Объект был обнаружен 27 апреля в 1854 году. Хотя Дрейер приписал это открытие Уильяму Парсонсу, в каталоге NGC он отметил, что многие из небулярных открытий Росса на самом деле были сделаны одним из его помощников, в данном случае Р. Дж. Митчеллом. На карте региона Дрейера NGC 3989 обозначена как ξ.
Согласно А. М. Гарсии, NGC 3989 является частью группы галактик NGC 3997, куда помимо NGC 3989 также входят: NGC 3993, NGC 3997, IC 746, CGCG 127-109 и MCG 4-28-109.
Галактика NGC 3997 помещена Авраамом Махтессяном в другую группу с галактиками NGC 3987, NGC 4005, NGC 4015 и NGC 4022.
Некоторые из галактик в группе Махтесса входят в другую группу, описанную в статье Гарсии, группу NGC 3987. Галактики группы NGC 4007 находятся на среднем расстоянии 70,7 ± 2,5 Мпк, группы NGC 3987 — 70,4 ± 1,1 Мпк и группы NGC 3997 — 73,8 ± 3,7 Мпк. Все галактики трёх групп, описанных этими двумя авторами, расположены на довольно близких расстояниях от Млечного Пути, от 68,6 до 78,7 Мпк. Поэтому их принадлежность к той или иной группе может варьироваться и зависит от критериев группировки, используемых авторами.
Угловое расстояние между центрами галактик NGC 3989 и NGC 3987 составляет менее 3,3'. Учитывая размер и позиционный угол NGC 3987, в главном излучении могла произойти путаница, поскольку судя по форме профиля, интенсивности и скорости движения, излучение исходит с удаляющегося конца NGC 3987, а не с NGC 3989.
С другой стороны, эмиссия HI, наблюдаемая в обсерватории Аресибо в направлении NGC 3989, не может объяснить излучение HI, наблюдаемое в радиообсерватории Нансе в направлении NGC 3987 ниже низкоскоростного края профиля Аресибо NGC 3987. Таким образом, распределение HI кажется сложным и протяжённым приливным мусором.